# Prvenstvo Jugoslavije u hokeju na travi 1969.
Jugoslavensko prvenstvo u hokeju na travi za 1969. godinu je osvojio Jedinstvo iz Zagreba.

## Ljestvica
| mj. | klub                      | ut. | pob. | rem. | por. | po.g | pr.g | bod |
| --- | ------------------------- | --- | ---- | ---- | ---- | ---- | ---- | --- |
| 1.  | Jedinstvo Zagreb          | 3   | 3    | 0    | 0    | 6    | 1    | 6   |
| 2.  | Elektrovojvodina Subotica | 3   | 1    | 1    | 1    | 2    | 3    | 3   |
| 3.  | Marathon Zagreb           | 3   | 1    | 0    | 2    | 4    | 3    | 2   |
| 4.  | Concordia Zagreb          | 3   | 0    | 1    | 2    | 1    | 6    | 1   |